# نظام تيرنر للبث
نظام تيرنر للبث، Inc. (والمعروف أيضا ببساطة تيرنر) هو تكتل وسائل الإعلام الأمريكية التي هي تقسيم تايم وارنر وتدير مجموعة من قنوات الكابل. تأسست الشركة في عام 1970، واندمجت مع تايم وارنر في 10 أكتوبر 1996. وهي تعمل الآن كوحدة شبه مستقلة من تايم وارنر. وتشمل أصول الشركة CNN، HLN ،TBS، تي ان تي، تيرنر كلاسيك موفيز، كرتون نتورك، أدلت سويم، بومرانغ (قناة) وترو تي في. الرئيس الحالي للشركة والرئيس التنفيذي هو جون ك. مارتن.
يقع مقر عقارات تيرنر في كل من مركز CNN في وسط أتلانتا وحرم تيرنر للإذاعة من تشوود دريف في وسط مدينة أتلانتا، والذي يضم أيضا استوديوهات تيرنر.

الشعار السابق لنظام تيرنر للبث

## الأعمال
- CNN
  - HLN
- بوميرانغ
- كرتون نتورك/ادولت سويم
- هولو (10%)
- TBS
- تي ان تي
- TruTV
- تيرنر كلاسيك موفيز
  - اللعب الآن (مجلة) FilmStruck
- تيرنر الرياضية
  - تقرير المبيض
  - NBA.com
  - PGA.com
  - NCAA.com/March الجنون يعيش
  - NBA TV (المملوكة من قبل الرابطة الوطنية لكرة السلة، التي تديرها تيرنر)

### دوليا
أمريكا اللاتينية يتم التحكم في القنوات في أمريكا اللاتينية من قبل تيرنر البث أمريكا اللاتينية النظام، ومقرها في أتلانتا. وهي تبث إصدارات أمريكا اللاتينية من القنوات الأمريكية، وكذلك القنوات الحصرية للمنطقة. TBS أيضا يعالج مبيعات قناة وارنر (المملوكة من قبل وارنر وارنر بروس وارنر تقسيم شركة) وقناة الرياضة الرياضية البرازيلية ووهو.
- تشيليفزيون (مجانية شيلي)
- CNN en Español
  - CNN en Español عموم الإقليمية
  - CNN en Español المكسيك
- CNN شيلي
- CNN إندونيسيا (شركة مملوكة من قبل عبر وسائل الإعلام)
- CNN الدولية
  - قناة SD
(أمريكا اللاتينية، آسيا، أوروبا، أفريقيا)
  - قناة HD
(آسيا، الشرق الأوسط و شمال أفريقيا)
- CNN الفلبين (co-المملوكة مع تسعة مؤسسة وسائل الإعلام والإذاعة الفلبين الشبكة من خلال العلامة التجارية اتفاقية الترخيص)
- سي إن إن تورك (co-المملوكة مع دوغان المجموعة الإعلامية)
- CNN HD (الولايات المتحدة الأمريكية)
- HLN الدولية  [لغات أخرى]‏
  - قناة SD
(آسيا، الشرق الأوسط و شمال أفريقيا)
- CNN-News18
- بن-7
- CNN الدولية في جنوب آسيا
- Toonami الهند
- بن Lokmat
- الأخبار 18 آسام
- الأخبار 18 التاميل
- بوينغ (الهند)
- أخبار الأمة آسام
- بوميرانغ الهندية
- كرتون نتورك الهندية
- بوجو التلفزيون
- HBO الهند
- WB الهند
- التلفزيون آسيا
- التلفزيون 18

الأطفال والشباب
- بوميرانغ
  - بوميرانغ الامريكية اللاتينية
  - بوميرانغ المكسيكية
  - بوميرانغ البرازيلية
  - بوميرانغ الهندية
- بوميرانغ الاسترالية  [لغات أخرى]‏
- بوميرانغ الالمانية  [لغات أخرى]‏
- بوميرانغ الهولندية
- بوميرانغ (الشرق الأوسط وأفريقيا)
- بوميرانغ (أوروبا الوسطى والشرقية) (الصوت الخيار في اللغة الإنجليزية، الرومانية، الهنغارية، البلغارية، التشيكية، السلوفاكية والروسية)
- بوميرانغ الفرنسية  (HD و SD)
- بوميرانغ الايطالية
- بوميرانغ الشمالية  [لغات أخرى]‏
- بوميرانغ المملكة المتحدة وايرلندا (HD و SD)
- بوميرانغ جنوب شرق آسيا (Multiaudio الخيار)
- بوميرانغ التركية
- بوميرانغ اليابانية
- شبكة الكرتون أمريكا اللاتينية (HD و SD)
  - كرتون نتورك أمريكا اللاتينية 1
  - كرتون نتورك شيلي
  - كرتون نتورك الكلاسيكية الهند
  - كرتون نتورك الأرجنتين
  - كرتون نتورك المكسيك
  - كرتون نتورك البرازيل
- كرتون نتورك بولندا (HD و SD)
- كرتون نتورك (أوروبا الوسطى والشرقية)  [لغات أخرى]‏
- كرتون نتورك الشمال (السويد، النرويج، الدنمارك، فنلندا)
- كرتون نتورك ايطاليا
- كرتون نتورك هولندا
- كرتون نتورك التركية
- كرتون نتورك الباكستانية
- كرتون نتورك الباكستانية(HD و SD)
- كرتون نتورك الكندية
- كرتون نتورك أسترالية
- كرتون نتورك الهندية
- Cartoon Network UK & Ireland (HD و SD)
- كرتون نتورك اليابانية
- كرتون نتورك التايوانية  [لغات أخرى]‏
- كرتون نتورك روسيا و شرق أوروبا  [لغات أخرى]‏
- كرتون نتورك (الشرق الأوسط وأفريقيا)
- كرتون نتورك العربية (HD و SD)
- كرتون نتورك الالمانية
- كرتون نتورك الكورية  [لغات أخرى]‏
- كرتون نتورك جنوب شرق آسيا  [لغات أخرى]‏
- كرتون نتورك الفلبينية
- Tooncast (أمريكا اللاتينية)
  - Tooncast عموم الإقليمية
  - Tooncast البرازيل
- Cartoonito (UK & Ireland)
- Toonami قناة (آسيا)
- Toonami قناة (فرنسا)
- بوجو (الهند)
- الواجهة* أمريكا اللاتينية
  - الواجهة* عموم الإقليمية
- تي ان تي الواجهة (ألمانيا سابقا الواجهة*)
- TruTV أمريكا اللاتينية (عالية الوضوح)
  - TruTV عموم الإقليمية
  - TruTV البرازيل
- TruTV جنوب شرق آسيا
- التابعي قناة (اليابان)
- موندو التلفزيون (اليابان)

الأفلام والترفيه
- تي ان تي (عالية الوضوح)
  - تي ان تي المكسيك
  - تي ان تي البرازيل
  - تي ان تي الأرجنتين (الأرجنتين وأوروغواي وباراغواي)
  - تي ان تي شيلي ودول أمريكا الجنوبية
  - تي ان تي كولومبيا
  - تي ان تي بنما & بلدان أمريكا الوسطى
- تي ان تي سلسلة (أمريكا اللاتينية HD وSD)
- تي ان تي
- تي ان تي بولسكا
- تي ان تي România
- TNT Serie (ألمانيا)
- الفيلم تي ان تي (ألمانيا)
- تي ان تي الشمال
- I-SAT (أمريكا اللاتينية)
  - I-SAT عموم الإقليمية
  - I-SAT الأرجنتين
  - I-SAT البرازيل
- مساحة (أمريكا اللاتينية أيضا في عالية الوضوح)
  - مساحة عموم الإقليمية
  - مساحة الأرجنتين
  - مساحة البرازيل
- الطب الصينى التقليدى (أمريكا اللاتينية)
  - TCM عموم الإقليمية
  - TCM الأرجنتين
  - TCM البرازيل
- تيرنر كلاسيك موفيز في المملكة المتحدة (HD وSD)
- تيرنر كلاسيك موفيز الاسكندنافية (الدنمارك وفنلندا وأيسلندا والنرويج والسويد)
- تيرنر كلاسيك موفيز في الشرق الأوسط
- تيرنر كلاسيك موفيز أفريقيا
- TCM إسبانيا (HD وSD)
- TCM السينما (فرنسا) (HD وSD)
- TCM جنوب شرق آسيا
- TBS (أمريكا اللاتينية)
  - TBS عموم الإقليمية
  - TBS الأرجنتين
  - TBS البرازيل
- HBO باكستان
- وارنر تلفزيون جنوب شرق آسيا (HD وSD)
- وارنر تلفزيون الهند (HD وSD)
- وارنر التلفزيون باكستان
- وارنر قناة أمريكا اللاتينية

الصينية

### 
- CNN شيلي، وهو مشروع مشترك بين تيرنر أمريكا اللاتينية و VTR جلوبال كوم فقط بثت في شيلي.
- CNN بن، مشروع مشترك بين تيرنر، TV18 والعالمية بث الأخبار التي بثت فقط في الهند.
- سي إن إن تورك، المملوكة من قبل دوغان ميديا Grubu التي بثت فقط في تركيا.
- CNN+, مشروع مشترك بين تيرنر (50%) و Sogecable التي بثت فقط في إسبانيا، أغلقت في أواخر عام 2010.

الترفيه
- CETV (36% في مشروع مشترك مع توم المجموعة)
- QTV (50% في مشروع مشترك مع زائد التابعة جونج انج ايلبو) (كوريا الجنوبية)
- شوتايم الدول الاسكندنافية من خلال تيرنر دون توقف التلفزيون في البلدان الاسكندنافية.
- الفضة (القناة)مستقلة الأفلام الدولية من خلال تيرنر دون توقف التلفزيون في البلدان الاسكندنافية.
- نجوم، showbiz news البرمجة من خلال تيرنر دون توقف التلفزيون في البلدان الاسكندنافية.
- TruTV (المملكة المتحدة وأيرلندا) والترفيه قناة الواقع

الرسوم المتحركة
- يرتد المملكة المتحدة ومختلف يرتد القنوات في جميع أنحاء أوروبا
- بوينغ (إيطاليا) (ميدياست 51% و «تيرنر» 49%)
- بوينغ (فرنسا)
- بوينغ (أفريقيا)
- بوينغ (إسبانيا)

أفلام
- لوميير السينما: 92%

## السابق الأصول
- أتلانتا الشجعان — MLB الامتياز (مملوكة حرية وسائل الإعلام)
- اتلانتا هوكس — NBA الامتياز (مملوكة الآن من قبل أتلانتا الروح)
- أتلانتا Thrashers — NHL الامتياز (مملوكة الآن من قبل الشمال الحقيقي الرياضة والترفيه كما وينيبيغ جيتس)
- تلفزيون قناة الموسيقى — البائد قناة تلفزيونية
- كاسل روك الترفيه — شركة الإنتاج السينمائي*
- CNNfn — البائد قناة تلفزيونية
- CNNSI — البائد قناة تلفزيونية
- هانا-باربيرا الإنتاج — استوديو للرسوم المتحركة*
- SportSouth — إقليمي الشبكة الرياضية (مملوكة الآن من قبل شركة فوكس للقرن 21 كما فوكس الرياضية الجنوبية)
- نيو لاين سينما — فيلم من إنتاج الشركة*
  - خط جديد التلفزيون — التلفزيون إنتاج ذراع خط جديد للإنتاج*
- تيرنر النشر — البائد كتاب الناشر (وينبغي عدم الخلط مع تيرنر النشر من ناشفيل، ناشفيل)
- تيرنر الترفيه المحدودة — فيلم الشركة القابضة*
  - تيرنر الصور — أصلي في المنزل البرمجة*
  - تيرنر صور التوزيع في جميع أنحاء العالم — توزيع مبيعات وحدة*
  - تيرنر ميزة الرسوم المتحركة — الرسوم المتحركة وحدة*
  - تيرنر الترفيه المنزلي — منزل الفيديو الموزع (دمج وارنر هوم فيديو)
  - تيرنر خدمات البرنامج السابق القرض الذراع (دمج وارنر بروس' Telepictures الإنتاج)
- تيرنر جنوب — إقليمي قناة (الآن مملوكة من قبل فوكس الرياضية الشبكات كما فوكس الرياضية شرق)
- العالمية شركة المصارعة - مصارعة المحترفين تعزيز المعروف سابقا باسم بطولة العالم للمصارعة. حاليا غير التشغيلية للشركة، حدد الأصول المملوكة الآن من قبل WWE, Inc. من خلال WCW, Inc.[6]
- WPCH-TV - البث الأرضي محطة السابق superstation (مملوكة الآن من قبل شركة ميريديث)

* الآن مملوكة أو استيعابها من قبل شقيقة شركة وارنر بروس.

## وصلات خارجية
- نظام تيرنر للبث على موقع IMDb (الإنجليزية)
- نظام تيرنر للبث على موقع الموسوعة البريطانية (الإنجليزية)